# Détection du cancer par les chiens
La détection du cancer par les chiens est une méthode originale pour contribuer au dépistage du cancer s'appuyant sur l'odorat des chiens et leur capacité à identifier, dans les urines, dans la respiration dans des compresses en contact avec la tumeur, de très faibles concentrations de composés organiques volatils (COV) émis par les tumeurs malignes. 
Si certaines pistes se sont montrées prometteuses, la validité des résultats obtenus a cependant pu être contestée, notamment parce que les composés organiques volatils que les chiens sont supposés détecter n'ont pas été identifiés jusqu'ici (début 2017).

## Capacité olfactive des chiens
Les chiens semblent capables de détecter certaines substances dans une proportion très faible, de l'ordre de quelques parties par billion (= par mille milliards), et des hypothèses ont été proposées qui visent à expliquer la capacité des chiens à détecter les cancers chez l'homme,.

## Recherche
Bien que ce soit dans une publication médicale, The Lancet, qu'ait été pour la première fois suggéré en 1989 d'utiliser les chiens pour détecter le cancer, il n'y a eu que quelques publications occasionnelles sur le sujet tout au long de la décennie suivante.
Cependant, deux études (l'une publiée en 2004,,, et l'autre en 2006) portant sur la détection dans les urines avaient donné des résultats prometteurs, avec un rapport de 2006 revendiquant une précision de 99 % dans la détection du cancer du poumon ; ces deux études ne constituaient cependant que des résultats préliminaires et n'impliquaient qu'un petit nombre de patients.
Dans une étude de 2011, le cancer du poumon a été identifié avec une « sensibilité » de 71 % et une « spécificité » de 93 %, en utilisant des échantillons de la respiration du patient. D'autres études, faisant également appel à des échantillons de la respiration, ont abouti à des résultats prometteurs.

### En France

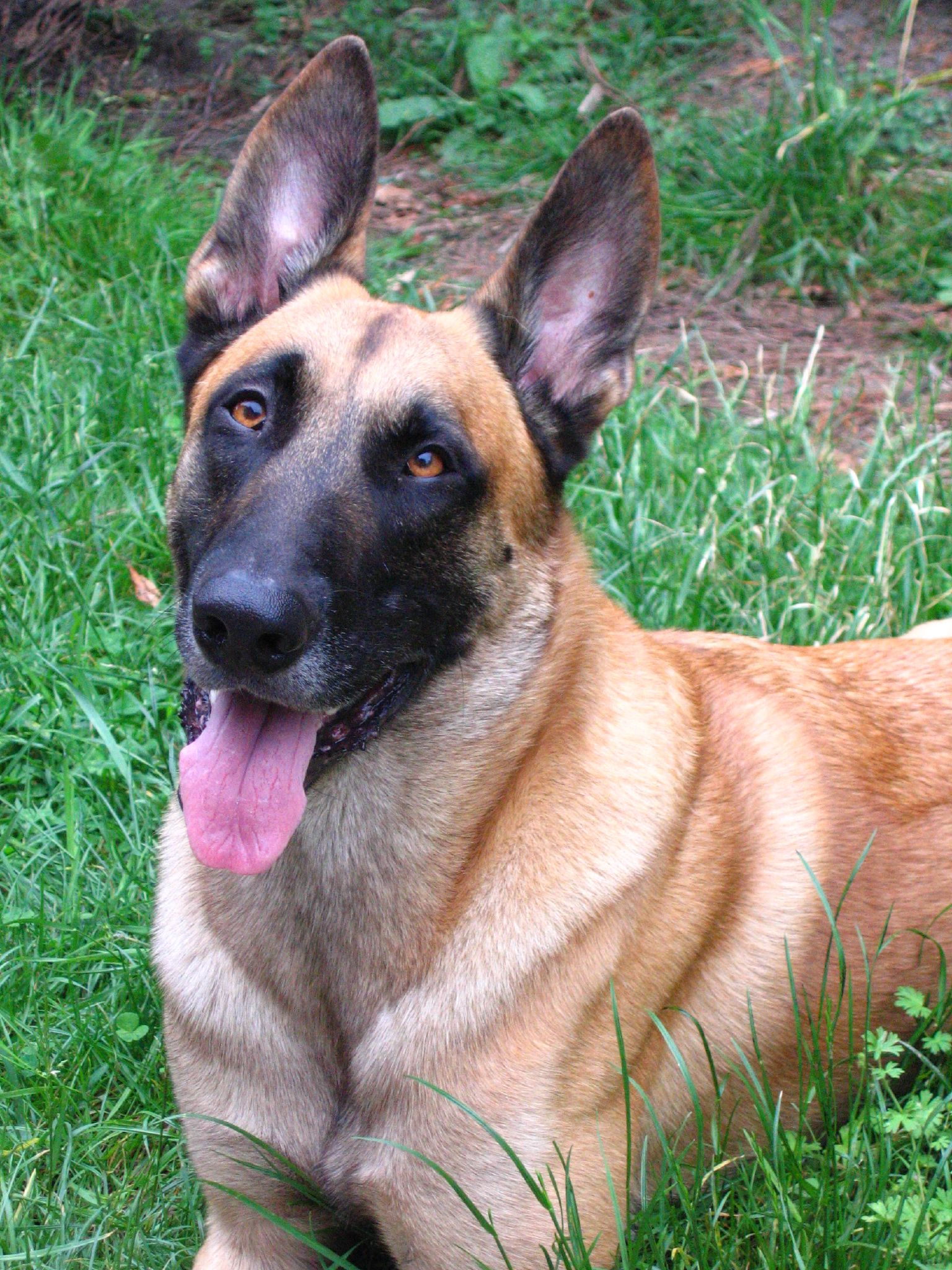
Un malinois tel que ceux utilisés par l'institut Curie pour la détection du cancer du sein.

En France, à la suite de la publication de la thèse d'Isabelle Fromantin, le projet Kdog est  lancé à Paris à l'automne 2015. Il rassemble une équipe pluridisciplinaire de soignants, de chercheurs et experts cynophiles pour mettre la détection canine au service du dépistage du cancer.
En mars 2017, l'institut Curie annonce une efficacité à 100 % du protocole Kdog pour la détection du cancer du sein. Le test a été pratiqué avec deux malinois acquis par l'Institut afin d'être formés pendant six mois à la détection précoce du cancer du sein, sur un groupe de 130 femmes volontaires. Pendant leur formation, les deux chiens ont été dressés à « repérer les composés odorants » permettant de détecter un cancer sur une lingette imprégnée de la transpiration ou de tissus prélevés sur un sujet.
Ces résultats positifs entraînent une demande d'« étude clinique » dont le financement serait porté par la recherche hospitalière, sur trois ans, de 2018 à 2021, avec quatre chiens, sur 1000 femmes volontaires.
De plus, face aux succès de ces premiers résultats, « l'équipe de travail projette sur le long terme d'étendre cette méthode de dépistage à tous les types de cancer, notamment le cancer de l'ovaire. »

## Critique de la validité des résultats obtenus
Dans un article du 25 mai 2012 publié par Science-Based Medicine (en) et intitulé « What to make of Medical Dogs », Peter Lipson a fait le point sur son analyse de la littérature scientifique portant sur les résultats revendiqués, pour en déduire que des conclusions positives étaient absentes : 

« Même si les anecdotes abondent, il n'existe qu'une maigre littérature à l'appui du sujet. Une étude-pilote peu impressionnante s'est penchée sur la capacité potentielle des chiens à détecter le cancer de la vessie à partir d'échantillons d'urine. L'idée derrière l'utilisation de ces chiens pour détecter le cancer, c'est qu'il existe peut-être des composés volatils produits par les patients souffrant du cancer que l'odorat des chiens leur permet de détecter. Dans ces études, les composés en question ne sont pas identifiés, ni recherchés en tant que tels, ni nommés. Il existe beaucoup de variables parasites, par exemple, dans les quelques échantillons utilisés, ce peuvent être d'autres différences qui sont détectées par les chiens. »

« Dans l'autre étude, (j'ai trouvé que très peu de) chiens étaient « formés » à détecter le cancer du poumon et le cancer du sein chez les humains. La méthodologie fondée sur des échantillons de la respiration n'est pas validée pour autant que je puisse voir, et, là encore, les composés supposés se trouver dans la respiration ne sont pas identifiés. Statistiquement parlant, l'efficacité est au mieux marginale... Je ne doute pas de la valeur sociale et émotionnelle des chiens en tant qu'animaux de compagnie, ainsi que comme aides actifs en de nombreuses circonstances. Mais, au delà de ça, les preuves manquent. »

Cependant, si des « chiens renifleurs » existent aux États-Unis depuis une dizaine d’années pour détecter essentiellement les cancers de la prostate (la formation du premier chien français dans ce domaine a été assurée en 2010 par l’armée, qui reprenait là un projet plus ancien), l’efficacité scientifique de cette pratique n’a pas encore été prouvée. 
Le projet Kdog lancé en 2015 en France est donc innovant en ce qu'il vise à créer un label scientifique à l’issue d’évaluations solides, depuis l'administration de la preuve jusqu'à la modélisation du dispositif de dépistage : choix et traitement d’échantillons adaptés à la période et aux conditions d’apprentissage des chiens, analyse des résultats selon les critères de la recherche fondamentale, mise en place d’une étude clinique pour valider la sensibilité du test, identification des composés organiques volatils agissant comme biomarqueurs du cancer... Mis au point à partir des cancers du sein, puis de l'ovaire, le procédé doit concerner à terme tous les types de cancers.